# HSL-Zuid
Pour les articles homonymes, voir HSL.
 (octobre 2023).
Si vous disposez d'ouvrages ou d'articles de référence ou si vous connaissez des sites web de qualité traitant du thème abordé ici, merci de compléter l'article en donnant les références utiles à sa vérifiabilité et en les liant à la section « Notes et références ».
La HSL-Zuid (traduisible en français par « LGV Sud », HSL pour hogesnelheidslijn en néerlandais) est une ligne à grande vitesse (LGV) néerlandaise, reliant l'aéroport d'Amsterdam-Schiphol (Haarlemmermeer) à la frontière belge, sur une longueur de 130 kilomètres.
Sa mise en service a lieu partiellement le 7 septembre 2009, avec une cérémonie d'ouverture la veille, pour la partie nord jusqu'à Rotterdam, puis totalement le 13 décembre suivant, avec une vitesse initialement limitée à 160 km/h sur la partie du tracé entre Rotterdam et Schiphol. Elle est actuellement utilisée par des Eurostar (ex-Thalys pour partie) assurant les liaisons internationales entre Amsterdam, Bruxelles, Paris et Londres. La ligne est brièvement utilisée par les trains intérieurs Fyra de la High Speed Alliance, entre décembre 2012 et janvier 2013, remplacés par des InterCity « Benelux » Bruxelles – Bréda – Amsterdam et jusque fin 2021 quatre fois par jour Bruxelles – Bréda – La Haye-HS. En outre, la partie entre Rotterdam et Bréda est utilisée quotidiennement par des trains entre La Haye-Central et Eindhoven-Central.
Les travaux sont dirigés par la Rijkswaterstaat, avec le plus important partenariat public-privé que les Pays-Bas connaissent. L'entreprise Infraspeed est chargée de la pose des voies et des équipements électriques de toute la LGV. Infraspeed a également obtenu la concession pour l'entretien de la LGV jusqu'en 2030. La LGV dispose de l'ETCS niveau 2, fourni par Siemens et Alcatel-Lucent.

## Tracé

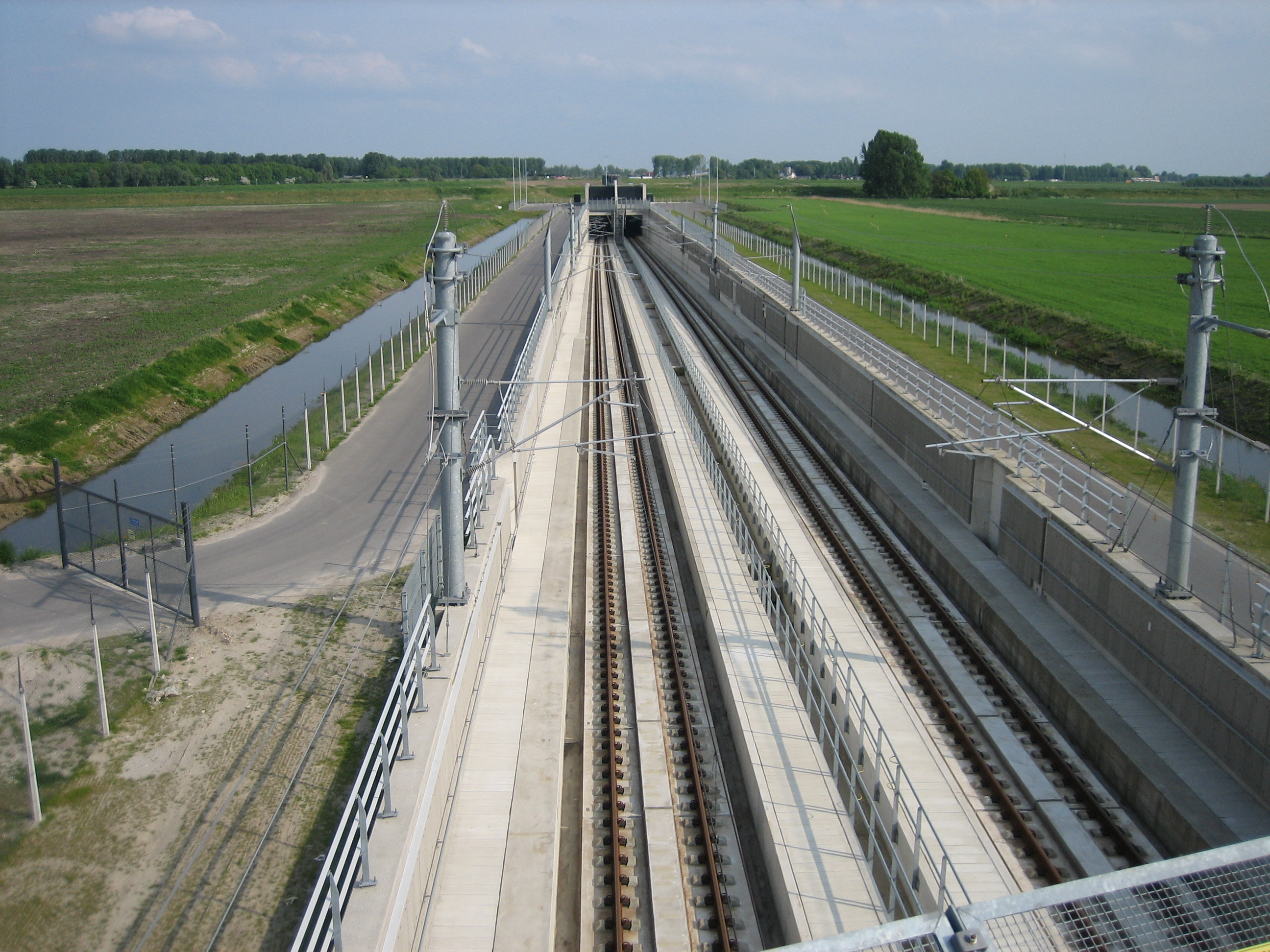
Entrée du tunnel sous le Dordtsche Kil.

Entre Amsterdam et Schiphol les trains à grande vitesse empruntent la ligne existante. À partir du sud de Schiphol, les trains prennent la ligne dédiée à la grande vitesse, construite parallèlement à la ligne existante, selon un tracé suivant l'autoroute A4. Au nord de Leyde la HSL emprunte un tunnel passant sous Leiderdorp dans la région appelée le « cœur vert » de la Hollande. Elle quitte ce tunnel juste au nord de Zoetermeer continuant via Bergschenhoek jusqu'à la gare centrale de Rotterdam.
Après quelques kilomètres parcourus sur la ligne existante, les trains roulent à nouveau sur la LGV de Rotterdam à Barendrecht. À Barendrecht, la ligne nouvelle est parallèle à la ligne classique ainsi qu'à la ligne de la Betuwe. Elle continue ensuite dans la région de Hoekse Waard, évitant Dordrecht. Au sud de Dordrecht, son tracé est parallèle à celui de la ligne existante vers Bréda ainsi qu'à l'autoroute A16 / E19. Près de Bréda un embranchement permet de relier la ligne à grande vitesse à la gare de cette ville. Au sud de Bréda, la ligne suit le tracé de l'autoroute en direction d'Anvers.

### Particularité
Entre Rotterdam et la frontière belge, la circulation sur la LGV se fait à gauche — comme en France et en Belgique — et non pas à droite, comme sur le reste du réseau néerlandais. Le saut de mouton permettant à la voie sud-nord de passer au-dessus des voies arrivant à Rotterdam se trouve immédiatement au sud de la gare de Rotterdam-Lombardijen (nl) ; un autre saut de mouton permet la jonction avec la ligne classique de Breda à Rotterdam au lieu-dit Drie Hoefijzers (commune de Moerdijk), à quelques kilomètres au sud de la gare de Lage Zwaluwe (nl). La LGV longe ces deux dernières gares sans y avoir de quai.

## Liaisons assurées

Trajet entre Paris et Amsterdam avant (en rouge) et après (en bleu) l'avènement des lignes à grande vitesse en Europe.

Dans les années 2020, la desserte est cadencée comme suit :
- 1 train Eurostar (ex-Thalys) par heure : Amsterdam-Central – Schiphol-Aéroport – Rotterdam-Central – Anvers-Central – Bruxelles-Midi – Paris-Nord
  - Certains trains ne roulent qu'entre Bruxelles et Amsterdam
  - Certains trains ne vont pas à Paris-Nord mais à :
    - 2 fois par jour : Charles-de-Gaulle 2 TGV – Marne-la-Vallée–Chessy
    - 1 fois par semaine en hiver : Bourg-Saint-Maurice
    - 1 fois par semaine en été : Avignon – Aix-en-Provence – Marseille-Saint-Charles
- 2 trains InterCity par heure : Amsterdam-Central – Schiphol-Aéroport – Rotterdam-Central – Bréda
- 2 trains InterCity par heure : Amsterdam-Central – Schiphol-Aéroport – Rotterdam-Central
- 2 trains InterCity par heure : La Haye Central – La Haye-HS – Delft (nl) – Rotterdam-Central – Bréda – Tilbourg (nl) – Eindhoven-Central
- 1 train IC Benelux par heure :
  - 12 trains par jour (depuis 2022 16 trains par jour) : Amsterdam-Central – Schiphol-Aéroport – Rotterdam-Central – Bréda – Noorderkempen – Anvers-Central et -Berchem – Malines – Bruxelles-Aéroport-Zaventem – Bruxelles-Nord -Central et -Midi
  - 3 trains par jour (supprimé depuis 2022) : La Haye-HS – Rotterdam-Central – ensuite comme ci-dessus
  - 1 train par jour (supprimé depuis 2022) : Amsterdam-Central – Schiphol-Aéroport – La Haye-HS – Rotterdam-Central – ensuite comme ci-dessus (le premier du matin dans le sens Nord-Sud, le dernier du soir en sens inverse)
- 2 trains Eurostar par jour : Amsterdam-Central – Rotterdam-Central – Bruxelles-Midi – Londres-Saint-Pancras

Une surtaxe est prévue entre Schiphol et Rotterdam pour les voyageurs du service intérieur néerlandais, et une autre pour les voyageurs qui montent ou descendent à Bruxelles-Aéroport-Zaventem.

### Temps de parcours
| Gares                 | Durée  | Distance |
| --------------------- | ------ | -------- |
| Amsterdam - Rotterdam | 37 min | 67 km    |
| Amsterdam - Bréda     | 59 min | 114 km   |
| Amsterdam - Anvers    | 1h 10  | 159 km   |
| Amsterdam - Bruxelles | 1h 44  | 209 km   |
| Amsterdam - Paris     | 3h 13  | 525 km   |

## Projet
La Deutsche Bahn (DB) devrait également assurer des services de Londres à Amsterdam via Bruxelles avec des rames ICE issues de la famille Velaro D. Ces trains concurrenceraient alors Eurostar sur ces liaisons.